# Množični poboji v komunizmu
V času komunističnih režimov 20. stoletja je bilo veliko množičnih pobojev. Ocene smrtnih žrtev komunizma se zelo razlikujejo, odvisno od opredelitev smrti, ki so v njih vključene. Višje ocene množičnih pobojev upoštevajo zločine, ki so jih komunistične vlade storile nad civilisti, vključno z usmrtitvami, lakoto, ki so jo povzročili komunisti, in smrtmi, ki so se zgodile med prisilnimi deportacijami in zapori, ter smrtmi, ki so bile posledica prisilnega dela. Poleg množičnih pobojev so izrazi, ki se uporabljajo za opredelitev takšnih pobojev, tudi klasični uboj, zločini proti človeštvu, democid, genocid, politikid in represija. Po študiju ameriškega politologa Rudolfa J. Rummela je bilo v komunističnih državah, v Sovjetski zvezi v času Lenina in Stalina, v Ljudski republiki Kitajski v času Maa Cetunga, v Kambodži v času Pol Pota, v Severni Koreji v času Kima Il-sunga ter v Jugoslaviji ob Titovi zmagi pobitih največ ljudi. Leta 2017 je ameriški zgodovinar Stephen Kotkin v reviji The Wall Street Journal zapisal, da je komunizem med letoma 1917 in 2017 pobil najmanj 65 milijonov ljudi in dodal: "Čeprav je komunizem namerno pobil ogromno ljudi, je zaradi lakote umrlo še več njegovih žrtev."

## Sovjetska zveza
Adam Jones trdi, da "je v zapisih o človeških izkušnjah zelo malo, da bi se ujemalo z nasiljem, ki se je sprožilo med letom 1917, ko so boljševiki prevzeli oblast, in leta 1953, ko je umrl Josif Stalin in je Sovjetska zveza sprejela bolj zadržano in v veliki meri manj zatiralsko notranjo politiko. Jones navaja, da sta bili pri tem izjema rdeči Kmeri (v relativnem smislu) in Maovo vladanje na Kitajskem (v absolutnem smislu).
Stephen G. Wheatcroft trdi, da je bilo pred odprtjem sovjetskih arhivov za zgodovinske raziskave "naše razumevanje obsega in narave sovjetske represije izjemno slabo" in da so nekateri znanstveniki, ki želijo ohraniti visoke ocene pred letom 1991, "se težko prilagajajo novim okoliščinam, ko so arhivi odprti in ko je veliko nespornih podatkov "in se namesto tega" držijo svojih starih sovjetoloških metod z okroglimi izračuni na podlagi čudnih izjav emigrantov in drugih obveščevalcev, ki naj bi  imeti vrhunsko znanje ", čeprav je priznal, da tudi številke, ocenjene iz dodatnih dokumentov, "niso dokončne ali dokončne(?) ". V reviziji svoje knjige Veliki teror leta 2007 je Robert Conquest ocenil, da čeprav natančne številke nikoli ne bodo zagotovo točne, so komunistični voditelji Sovjetske zveze odgovorni za najmanj 15 milijonov smrtnih žrtev.
Nekateri zgodovinarji poskušajo narediti ločene ocene za različna obdobja sovjetske zgodovine, pri čemer se ocene žrtev zelo razlikujejo od 6 milijonov (stalinistično obdobje) do 8,1 milijona (konča se leta 1937) do 20 milijonov do 61 milijonov (obdobje 1917–1987).

### Vladimir Lenin

#### Rdeči teror
Rdeči teror je bil obdobje politične represije in usmrtitev, ki so jih boljševiki izvajali po začetku državljanske vojne v Rusiji leta 1918. V tem obdobju je politična policija (Čeka) pod ukazom Vladimirja Iljiča Lenina izvedla usmrtitve več deset tisoč "sovražnikov ljudstva". Mnoge žrtve so bile" meščanski talci ", ki so jih zajeli in pripravljeni na skrajšano usmrtitev v maščevanju za vse domnevne protirevolucionarne provokacije. Mnogi so bili usmrčeni med in po zatiranju upora, na primer v Kronštatskem uporu mornarjev Baltske flote in Tambovskem uporu ruskih kmetov. Profesor Donald Rayfield trdi, da je "represija, ki je sledila uporom v Kronštatu in Tambovu, povzročila na desetine tisoč usmrtitev." Lenin je tudi začel s komunističnim preganjanjem religije in cerkve ter izjavil, da je cerkev za ljudi droga in da jo je treba uničiti. Zaradi tega je bilo na njegov ukaz ubitih tudi veliko število vernikov, menihov ter katoliških in pravoslavnih duhovnikov
Po mnenju Nicolasa Wertha je politika dekozakizacije pomenila poskus sovjetskih voditeljev, da "odstranijo, iztrebijo in deportirajo prebivalstvo celotnega ozemlja." V prvih mesecih leta 1919 je bilo usmrčenih morda 10.000 do 12.000 kozakov in še veliko več deportiranih, potem ko so bile njihove vasi sravnjene s tlemi. Mnenje zgodovinarja Michaela Korta: "V letih 1919 in 1920 je boljševiški režim od približno 1,5 milijona donskih kozakov ubil ali deportiral približno 300.000 do 500.000."

### Josif Stalin
O ocenah števila smrtnih žrtev, ki jih je povzročila vladavina Josifa Stalina, se vroče razpravlja med znanstveniki s področja sovjetskih in komunističnih študij. Pred razpadom Sovjetske zveze in arhivskimi razodetji, ki so sledila temu, so nekateri zgodovinarji ocenili, da je število ljudi, ki jih je ubil Stalinov režim, 20 milijonov ali več. Michael Parenti piše, da se ocene o številu smrtnih žrtev Stalinovega režima delno zelo razlikujejo, ker takšne ocene temeljijo na anekdotah v odsotnosti zanesljivih dokazov in "špekulacijah piscev, ki nikoli ne razkrijejo, kako pridejo do takšnih številk." 
Po razpadu Sovjetske zveze so bili na voljo dokazi iz sovjetskega arhiva, ki vsebujejo uradne zapise o usmrtitvi približno 800.000 zapornikov pod ukazu Stalina zaradi političnih ali kriminalnih dejanj, približno 1,7 milijona smrti v Gulagih in približno 390 000 smrti, ki so se zgodile med prisilnimi težkimi deli v Sovjetski zvezi za skupaj približno 3 milijone uradno zabeleženih žrtev v teh kategorijah. Po mnenju Golfa Alexopoulosa, Anne Applebaum, Olega Hlevnjuka in Michaela Ellmana se uradna sovjetska dokumentacija o smrtih v Gulagu na splošno šteje za neustrezno, saj piše, da je vlada pogosto izpuščala zapornike na robu smrti, da bi se izognila njihovemu uradnemu štetju. Študija arhivskih podatkov iz leta 1993 J. Arch Gettyja je pokazala, da je v Gulagu med leti 1934 in 1953 umrlo skupaj 1.053.829 ljudi. Nato je Steven Rosefielde trdil, da je treba to število povečati za 19,4 odstotka glede na popolnejše arhivske dokaze na 1.258.537, pri čemer je največja ocena smrti v Gulagu 1,6 milijona od leta 1929 do 1953, če upoštevamo presežno umrljivost. Alexopoloum ocenjuje, da je v Gulagu ali kmalu po izpustitvi umrlo veliko več kot 6 milijonov ljudi. Dan Healey je njeno delo označil za "izziv nastajajočemu znanstvenemu soglasju" [bi], medtem ko je Jeffrey Hardy kritiziral Alexopoulosa, ker je svoje trditve oprl predvsem na posredne in napačno interpretirane dokaze. 
Po mnenju zgodovinarja Stephena G. Wheatcrofta je Stalinov režim lahko obtožen povzročitve "namerne smrti" približno milijona ljudi. Wheatcroft izključuje vse smrti zaradi lakote kot "namerne smrti" in trdi, da tisti, ki izpolnjujejo pogoje, bolj ustrezajo kategoriji usmrtitve in ne umora. Drugi trdijo, da je nekatera dejanja Stalinovega režima, ne le tista med holodomorjem, ampak tudi razbremenjevanje in ciljne kampanje proti določenim etničnim skupinam, vsaj v svoji ohlapni opredelitvi mogoče šteti za genocid. Sodobne podatke za celotno vladavino Stalina je povzel Timothy Snyder, ki je zaključil, da je stalinizem povzročil šest milijonov neposrednih smrti in skupaj devet milijonov, vključno s smrtmi zaradi deportacije, lakote in smrti v Gulagu. Michael Ellman pripisuje približno 3 milijone smrti stalinističnemu režimu, izključujoč presežno smrtnost zaradi lakote, bolezni in vojn. Številni prisotni učenjaki, med njimi Stalinov biograf Simon Sebag Montefiore, sovjetski/ruski zgodovinar Dmitri Volkogonov in režiser Yalove serije "Anali komunizma" Jonathan Brent, še vedno navajajo, da je Stalin odgovoren za približno 20 milijonov smrtnih žrtev.

#### Množične deportacije etničnih manjšin
Sovjetska vlada je v času Stalinove vladavine izvedla vrsto deportacij v velikem obsegu, ki so pomembno vplivale na etnični zemljevid Sovjetske zveze. Deportacije so potekale v izjemno težkih razmerah, pogosto v govejih vagonih, na poti pa je umrlo na stotine tisoč deportiranih. Nekateri strokovnjaki ocenjujejo, da bi lahko bil delež smrti zaradi deportacij v nekaterih primerih celo eden od treh. Raphael Lemkin, odvetnik poljsko-judovskega porekla, ki je sprožil konvencijo o genocidu leta 1948 in skoval izraz genocid sam domneval, da je bil genocid izveden v okviru množične deportacije Čečenov, Ingušev, Volških Nemcev, krimskih Tatarov, Kalmikov in Karačajev.
Glede usode krimskih Tatarov Amir Weiner z univerze Stanford piše, da bi Stalinovo politiko lahko opredelili kot etnično čiščenje. Lyman H. Legters v knjigi Stoletje genocida piše: "Ne moremo pravilno govoriti o zaključenem genocidu, le o procesu, ki je bil po svoji moči genociden." V nasprotju s tem stališčem Jon K. Chang trdi, da so deportacije dejansko temeljile na genocidih na podlagi etnične pripadnosti in da "družbeni zgodovinarji" na zahodu niso zagovarjali pravic marginaliziranih narodnosti v Sovjetski zvezi. To stališče podpira več držav. Ukrajinski parlament je 12. decembra 2015 izdal resolucijo, ki priznava deportacijo krimskih Tatarov (Sürgünlik) leta 1944 kot genocid, in 18. maj kot dan spomina na žrtve genocida na Krimu. Latvijski parlament je dogodek 9. maja 2019 priznal kot genocid. Litovski parlament je enako storil 6. junija 2019. Kanadski parlament je 10. junija 2019 sprejel predlog, s katerim je deportacijo krimskih Tatarov priznal kot genocid, ki ga je storil sovjetski diktator Stalin, in 18. maj razglasil za dan spomina. Evropski parlament je leta 2004 razglasil deportacijo Čečenov in Ingušev kot dejanje genocida z navedbo: "Verjame, da je deportacija celotnega čečenskega ljudstva v Srednjo Azijo 23. februarja 1944 po ukazu Stalina dejanje genocida v smislu četrte haaške konvencije iz leta 1907 in konvencije o preprečevanju in zatiranju zločina genocida, ki jo je Generalna skupščina ZN sprejela 9. decembra 1948.

#### Sovjetska lakota 1932–1933
V Sovjetski zvezi so prisilne spremembe kmetijske politike (kolektivizacija), zaplembe žita in suše povzročile sovjetsko lakoto leta 1932–1933 v Ukrajini (Holodomor), na Severnem Kavkazu, v Povolški regiji in Kazahstanu. Lakota je bila najhujša v SSR Ukrajini, kjer jo pogosto imenujejo holodomor. Pomemben del žrtev lakote (3,3 do 7,5 milijona) so bili Ukrajinci. Drugi del lakote je bila kazahstanska lakota 1931–1933, znana kot kazahstanska katastrofa, ko je umrlo več kot 1,3 milijona etničnih Kazahstanov (približno 38% prebivalstva).
Čeprav še vedno poteka razprava o vprašanju genocida holodomorja, nekateri znanstveniki pravijo, da je bila stalinistična politika, ki je povzročila lakoto, načrtovana kot napad na vzpon ukrajinskega nacionalizma in bi lahko spadala pod pravno opredelitev genocida po Konvenciji o preprečevanje in kaznovanje zločina genocida. Ukrajina in druge vlade so lakoto uradno priznale kot genocid. V osnutku resolucije je Parlamentarna skupščina Sveta Evrope razglasila, da je lakoto povzročila kruta in namerna dejanja politike Sovjetske zveze komunističnega režima, ki je bil odgovoren za smrt milijonov nedolžnih ljudi v Ukrajini, Belorusiji, Kazahstanu, Moldaviji in Rusiji. Glede na število prebivalcev, naj bi bil najbolj prizadet Kazahstan. Kar zadeva kazahstansko katastrofo, Michael Ellman navaja, da se "zdi primer" genocida iz malomarnosti ", ki ne spada v področje uporabe Konvencije ZN o genocidu." 

#### Velika čistka
Stalinovi poskusi, da bi utrdil svoj položaj vodje Sovjetske zveze, so privedli do stopnjevanja pridržanj in usmrtitev, ki je doseglo vrhunec v letih 1937–1938, obdobju, ki se po uradniku Čeke Nikolaju Ježhovu ali času Ježeva včasih imenuje tudi Ježovščina in se je nadaljevalo do Stalinove smrt leta 1953. Približno 700.000 ljudi je bilo ubitih s streli v hrbet. Drugi so umrli zaradi pretepanja in mučenja, medtem ko so bili v "preiskovalnem priporu" in v Gulagu zaradi lakote, bolezni, izpostavljenosti in preobremenjenosti. 
Običajno so bili aretirani s sklicevanjem na člen 58 (Kazenski zakonik RSFSR) o protirevolucionarnih zakonih, ki je vključeval neporočanje o veleizdajanju in v spremembi, dodani leta 1937, ki ni izpolnjeval določenih nalog. V primerih, ki jih je od oktobra 1936 do novembra 1938 preiskal Oddelek za državno varnost NKVD, je bilo aretiranih najmanj 1.710.000 ljudi in usmrčenih 724.000 ljudi. Sodobne zgodovinske študije ocenjujejo, da je skupno število smrtnih žrtev represije v letih 1937–1938 znašalo 950.000–1.200.000. Te številke upoštevajo nepopolnost uradnih arhivskih podatkov in vključujejo smrtne žrtve usmrtitev in smrti Gulaga v tem obdobju. Nekdanji kulaki in njihove družine so predstavljali večino žrtev, pri čemer so aretirali 669.929 ljudi in usmrtili 376.202 oseb.
NKVD je izvedla vrsto nacionalnih operacij, namenjenih nekaterim etničnim skupinam. Skupaj je bilo aretiranih 350.000, usmrčenih pa 247.157. Zdi se, da je bila od teh največja poljska operacija NKVD, katere cilji so bili člani Polske Organizacja Wojskowa, s 140.000 aretacijami in 111.000 usmrtitvami. Čeprav bi te operacije lahko predstavljale genocid, kot je opredeljen v konvenciji Združenih narodov, ali "mini-genocid" po Simonu Sebagu Montefioreju, še ni veljavne sodbe o pravni opredelitvi teh dogodkov. Navajajoč cerkvene dokumente je Aleksander Nikolajevič Yakovlev ocenil, da je bilo v tem času usmrčenih več kot 100.000 duhovnikov, menihov in redovnic. Kar zadeva preganjanje duhovščine, je Michael Ellman izjavil, da bi se lahko "teror 1937–38 proti duhovništvu Ruske pravoslavne cerkve in drugih veroizpovedi (Binner & Junge 2004) označil tudi za genocid." Poleti in jeseni leta 1937 je Stalin poslal agente NKVD v Mongolsko ljudsko republiko in izdelal mongolski veliki teror, v katerem je bilo na ukaz ubitih približno 22.000  ali 35.000 ljudi. Okoli 18.000 žrtev so bile budistične lame. V Belorusiji so leta 1988 v Kurapatih odkrili množična grobišča za več tisoč civilistov, ki jih je NKVD ubila med letoma 1937 in 1941.

#### Sovjetski poboji med drugo svetovno vojno
Po sovjetski invaziji na Poljsko septembra 1939 so delovne skupine NKVD začele odstranjevati "sovjetsko sovražne elemente" z osvojenih ozemelj. NKVD je sistematično izvajalo mučenje, ki je pogosto povzročilo smrt. Po podatkih Poljskega inštituta za nacionalni spomin je zaradi sovjetske represije med vojno umrlo 150.000 poljskih državljanov. Najbolj zloglasni poboji so se zgodili spomladi 1940, ko je NKVD usmrtil približno 21.857 poljskih ujetnikov in intelektualnih voditeljev v tako imenovanem pokolu v Katynu. Usmrtitve so bile izvedene tudi po priključitvi baltskih držav. V prvih fazah operacije Barbarossa je NKVD skupaj z povezanimi enotami Rdeče armade pobil deset tisoč ljudi, večinoma ujetnikov in političnih nasprotnikov, preden so pobegnile pred napredujočimi silami osi. Spominski kompleksi so bili zgrajeni na stratiščih NKVD v Katynu in Mednoyeju v Rusiji, pa tudi "tretje usmrčevalno polje" v Piatykhatkyju v Ukrajini.

## Ljudska republika Kitajska

### Mao Cetung
Kitajska komunistična partija je prišla na oblast na Kitajskem leta 1949 po dolgi in krvavi državljanski vojni med komunisti in naciosocialisti. Med zgodovinarji obstaja splošno soglasje, da so po prevzemu oblasti Mao Cetung, njegova politika in politični poboji neposredno ali posredno povzročili smrt več petnajst milijonov ljudi. Na podlagi izkušenj Sovjetov je Mao menil, da je nasilje potrebno za dosego idealne družbe, ki bi izhajala iz marksizma, zato je načrtoval in izvajal veliko nasilje v velikem obsegu. Kitajska avtorica Jung Chang je izjavila, da je bil Mao veliko bolj brutalen in da je ukazal veliko več pobojev in drugih usmrtitev v primerjavi s Stalinom. Po uradnih virih naj bi bil Mao zaradi pobojev, mučenja in lakote, odgovoren za največ 80 milijonov smrtnih žrtev. Zaradi tega je Mao Cetung uvrščen na prvo mesto seznama 20. največjih množičnih morilcev 20. stoletja.  

#### Kampanja za zatiranje protirevolucionarjev
Prvi veliki množični poboji in usmrtitve pod vodstvom Maa Cetunga so se zgodili med njegovo zemljiško reformo in kampanjo za zatiranje protirevolucionarjev. Po mnenju Daniela Goldhagna uradno študijsko gradivo, objavljeno leta 1948, kaže, da je Mao predvideval, da bo eno desetino kmetov ali približno 50.000.000 "treba uničiti", da se olajša agrarna reforma. Točno število ljudi, ki so bili ubiti med Maovo zemljiško reformo, naj bi bilo manjše; po Rudolphu Rummelu in Philipu Shortu je bilo ubitih najmanj milijon ljudi. Zatiranje protirevolucionarjev je bilo namenjeno predvsem nekdanjim uradnikom Kuomintanga in intelektualcem, ki so bili osumljeni nelojalnosti. Po podatkih Yanga Kuisonga je bilo ubitih najmanj 712.000 ljudi, 1.290.000 pa je bilo zaprtih v delovnih taboriščih, znanih kot Laogai.

#### Veliki preskok naprej in velika kitajska lakota
Benjamin Valentino trdi, da je bil veliki preskok vzrok velike kitajske lakote, najhujši učinki lakote pa so bili usmerjeni proti sovražnikom režima. Tisti, ki so bili v prejšnjih kampanjah označeni kot "črni elementi" (verski voditelji, desničarji in bogati kmetje), so umrli v največjem številu, ker so imeli pri dodeljevanju hrane najnižjo prednost. Zgodovinar Frank Dikötter je v Maovi veliki lakoti zapisal, da so "prisila, teror in sistematično nasilje temelj velikega preskoka naprej" in da je "motiviral enega najbolj smrtonosnih množičnih pobojev v zgodovini človeštva". Dikötter ocenjuje, da vsaj 2,5 milijona ljudi je bilo v tem obdobju na kratko ubitih ali mučenih do smrti. Njegove raziskave v lokalnih in pokrajinskih kitajskih arhivih kažejo, da je bilo število žrtev najmanj 45 milijonov: "V večini primerov je stranka zelo dobro vedela, da umira od lakote svojih ljudi." Na tajnem sestanku v Šanghaju leta 1959 je Mao je izdal ukaz o nabavi ene tretjine vsega žita s podeželja in dejal: "Kadar ni dovolj za jesti, ljudje umrejo od lakote. Bolje je, da polovica ljudi umre, tako da jih bo druga polovica lahko preživela." Glede na dodatne dokaze o Maovi krivdi je Rummel k svojemu znesku za Maojev democid dodal še tiste, ki so umrli zaradi lakote, za skupaj 77 milijonov umrlih.

#### Tibet
Po besedah Jean-Louisa Margolina v Črni knjigi komunizma so kitajski komunisti izvedli velik zločinski genocid nad Tibetanci. Margolin navaja, da so bili komunistični poboji v Tibetu veliko večji kot na Kitajskem, in da lahko legitimno govorimo o genocidnih pobojih zaradi števila vpletenih. Po mnenju dalajlame in osrednje tibetanske uprave, komunisti Tibetance niso samo postrelili, ampak so jih tudi do smrti pretepli, križali, živo zažgali, utoplili, pohablili, postradali, zadavlili, obesili, živo prekuhali, živo zakopali, zavezali in razkosali ter obglavili. Adam Jones, učenjak, specializiran za genocid, navaja, da so Kitajci po tibetanski vstaji leta 1959 dovolili boj proti reakcionarjem, med katerim so komunistični kadri obsodili, mučili in pogosto usmrtili sovražnike ljudstva. Tej zločini so povzročili 92.000 smrtnih žrtev od skupaj 6 milijonov prebivalcev. Jones je poudaril, da te smrti ni mogoče obravnavati le kot genocid, ampak jih je mogoče obravnavati tudi kot eliticid, kar pomeni ciljanje na bolje izobražene in vodstveno usmerjene elemente med tibetanskim prebivalstvom. Patrick French, nekdanji direktor londonske kampanje Free Tibet piše, da so kampanja Free Tibet in druge skupine trdile, da so Kitajci od leta 1950 pobili 1,2 milijona Tibetancev, vendar po pregledu arhivov v Dharamsali ni našel "nobenih dokazov, ki bi podprli to številko. Francozi navajajo, da zanesljivo nadomestno število verjetno ne bo znano, vendar se ocenjuje, da je kar pol milijona Tibetancev umrlo kot neposreden rezultat zločinske politike Ljudske republike Kitajske, po oceni zgodovinarja Warrena Smitha pa je 200.000 ljudi, ki manjkajo v statistiki prebivalstva v tibetanski avtonomni regiji in to stopnjo razširijo na obmejna območja.

#### Kulturna revolucija
Sinologi Roderick MacFarquhar in Michael Schoenhals ocenjujeta, da je samo v nasilju kulturne revolucije na podeželju Kitajske umrlo med 750.000 in 1,5 milijona ljudi. Maova Rdeča garda je dobila carte blanche za zlorabo in ubijanje ljudi, za katere so menili, da so sovražniki revolucije. Avgusta 1966 so njihovi učenci v zahodnem Pekingu ubili več kot 100 učiteljev. Finkel in Strauss pišeta, da Su ocenjuje, da so do tri milijone ljudi "ubili njihovi sosedje pri kolektivnih pobojih in shodih. To se je zgodilo, čeprav osrednja vlada ni izdala nobenih ukazov ali politik za množično ubijanje."
Yang Su navaja, da je množično pobijanje med kulturno revolucijo povzročilo "paradoks državnega sponzorstva in neuspeha države";  po besedah Yanga so bili množični poboji koncentrirani na podeželju v mesecih po ustanovitvi okrožnih revolucionarnih odborov, pri čemer je bilo množično pobijanje v vsaki skupnosti bolj verjetno, da je bilo v tej skupnosti več lokalnih članov stranke. Zatiranje lokalnih organizacij je bilo morda odziv na retoriko nasilja, ki so ga v prestolnicah dežel spodbujale zaradi množičnega frakcioniranja v teh prestolnicah, in "vrhovi množičnih pobojev so sovpadali z dvema objavama iz centra stranke julija 1968 o prepovedi frakcij  oborožene bitke in razpustitev množičnih organizacij "; Yang piše, da je Maova vlada označila razredne sovražnike z uporabo umetnih in poljubnih standardov za izvajanje dveh političnih nalog," mobilizacijo množične skladnosti in reševanje konfliktov elit "ter elastično naravo kategorije dovolila, da "v izrednih okoliščinah dobi genocidno razsežnost."

#### Trg Tiananmen
Jean-Louis Margolin navaja, da je bilo pod Deng Xiaopingom v Pekingu ubitih najmanj 1000 ljudi, stotine ljudi pa je bilo usmrčenih tudi na podeželju, potem ko je njegova vlada leta 1989 zatrla demonstracije na trgu Tiananmen. Po mnenju Louise Lim leta 2014 je skupina sorodnikov žrtev na Kitajskem, imenovana "Tiananmen Mothers", potrdila identiteto več kot 200 ubitih. Alex Bellamy piše, da ta "tragedija označuje zadnji čas, ko so storilci sami zaključili epizodo množičnega poboja v vzhodni Aziji."

## Kambodža

### Pol Pot
Polja smrti so številna mesta v Kambodži, kjer je bilo v času Pol Potovega vladanja, ki je trajala od leta 1975 do 1979, po koncu kambodžanske državljanske vojne, ubitih veliko ljudi in njihova trupla je pokopal režim rdečih Kmerov. Sociolog Martin Shaw je kamboški genocid opisal kot najčistejši genocid v času hladne vojne. Rezultati demografske študije kamboškega genocida so ugotovili, da je število smrtnih žrtev po vsej državi od leta 1975 do 1979 znašalo od 1.671.000 do 1.871.000 ali 21 do 24 odstotkov celotnega kambodžanskega prebivalstva, kot je bilo ocenjeno, preden so na oblast prišli Rdeči Kmeri. Po besedah Bena Kiernana število smrtnih primerov, ki so bili posebej povzročeni z usmrtitvijo, še vedno ni znano, ker je veliko žrtev umrlo zaradi lakote, bolezni in prezaposlenosti. Raziskovalec Craig Etcheson iz Dokumentacijskega centra v Kambodži meni, da je bilo število žrtev med 2 in 2,5 milijona, najverjetnejša številka pa 2,2 milijona. Po petih letih raziskovanja približno 20.000 grobov je ugotovil, da ta množična grobnica vsebuje posmrtne ostanke 1.112.829 usmrčenih žrtev." Študija francoskega demografa Mareka Sliwinskega je izračunala nekaj manj kot 2 milijona nenaravnih smrti v času rdečih Kmerov, od 7,8 milijona kamboških prebivalcev iz leta 1975, pri čemer je 33,5% kamboških moških umrlo pod rdečimi Kmeri v primerjavi s 15,7% kamboških žensk. Število osumljenih žrtev usmrtitve, ki so jih našli v 23.745 množičnih grobnicah, je po študiju iz leta 2009 ocenjeno na 1,3 milijona. Verjame se, da usmrtitev predstavlja približno 60% celotnega število smrtnih žrtev med genocidom, druge žrtve pa so podlegle lakoti ali bolezni.
Helen Fein, znanstvenica za genocid, trdi, da je ksenofobična ideologija režima rdečih Kmerov bolj podobna skoraj pozabljenemu pojavu nacizma ali fašizmu in ne komunizmu. Odzivajoč se na "trditev Bena Kiernana, da je bil režim Pol Polta demokratični Kampuči bolj rasističen in na splošno totalitarističen kot marksističen ali posebej komunističen", Steve Heder navaja, da je zgled takšne rasistične misli, ki se uporablja v zvezi z manjšinskimi ljudmi Cham, ponovil "Marxovo definicijo"  ljudstva brez zgodovine, obsojenega na izumrtje v imenu napredka "in je bilo zato del splošnih konceptov razreda in razrednega boja. Craig Etcheson piše, da podatki o porazdelitvi in izvoru množičnih grobov ter notranji varnostni dokumenti Rdečih Kmerov vodijo do zaključka, da je večina nasilja izvedena v skladu z ukazi najvišjih političnih oblasti Komunistične partije Kampuchea, namesto da bi bil rezultat spontanih presežkov maščevalne, nedisciplinirane kmečke vojske, medtem ko francoski zgodovinar Henri Locard piše, da je komunistična partija Vietnama fašistično oznako pripisala Rdečim Kmerom revizionizem, toda represija, ki je obstajala pod vladavino Kmerov, je bila "podobna (čeprav bistveno bolj smrtonosna) represiji v vseh komunističnih režimih." Daniel Goldhagen trdi, da so bili Kmeri rdeči Kmeri, ker so verjeli,  so bili edini pristni ljudje, ki so sposobni zgraditi pravi komunizem. Steven Rosefielde trdi, da je bila demokratična Kampuchea najsmrtonosnejši od vseh komunističnih režimov na prebivalca osnovo, predvsem zato, ker ni imela sposobnega produktivnega jedra in ni uspelo postaviti meje množičnemu umoru.

## Druge države
Barbara Harff in Ted Gurr pišeta: "Večina marksistično-lenjinističnih režimov, ki so prišli na oblast z dolgotrajnim oboroženim bojem v povojnem obdobju, je izvedla enega ali več politikov, čeprav zelo različnih velikosti." Po besedah Benjamina Valentina je večina režimov, ki so opisali kot komunisti niso storili množičnih pobojev, vendar so se množični poboji v manjšem obsegu od njegovega standarda 50.000 ljudi, ki so bili ubiti v obdobju petih let, morda zgodili v komunističnih državah, kot so Bolgarija, Romunija in Vzhodna Nemčija, čeprav pomanjkanje dokumentacije preprečuje dokončno sodbo o obsegu teh dogodkov in motivih njihovih storilcev. Frank W. Wayman in Atsushi Tago pišeta, da je democid širši od množičnega ubijanja ali genocida, zato je za to verjetno vključena večina komunističnih režimov, vključno s Sovjetsko zvezo, Kitajsko, Kambodžo, Severnim Vietnamom, Vzhodno Nemčijo, Poljsko, Češkoslovaško, Madžarska, Severna Koreja, Kuba, Laos, Albanija in Jugoslavija.

### Ljudska republika Bolgarija
Po Valentinovih besedah razpoložljivi dokazi kažejo, da je bilo v Bolgariji od leta 1944 med kampanjo kolektivizacije kmetijstva in politične represije morda ubitih med 50.000 in 100.000 ljudi, čeprav ni dovolj dokumentacije za dokončno sodbo. Dinyu Sharlanov v svoji knjigi Zgodovina komunizma v Bolgariji navaja približno 31.000 ljudi, ki jih je režim ubil med letoma 1944 in 1989.

### Vzhodna Nemčija
Po Valentinovih besedah je v vzhodni Nemčiji od leta 1945 v okviru kampanje za denacifikacijo Sovjetske zveze morda bilo ubitih med 80.000 in 100.000 ljudi, vendar drugi znanstveniki trdijo, da so te ocene previsoke.
Takoj po drugi svetovni vojni se je v okupirani Nemčiji in regijah, ki so jih priključili nacisti, začela denacifikacija. Na sovjetskem okupacijskem območju je NKVD ustanovilo zaporniška taborišča, običajno v opuščenih koncentracijskih taboriščih, in jih uporabili za interniranje domnevnih nacistov in nacističnih nemških uradnikov skupaj z nekaterimi posestniki. Po spisih in podatkih, ki jih je leta 1990 objavilo sovjetsko ministrstvo za notranje zadeve, je bilo skupaj pridržanih 123.000 Nemcev in 35.000 državljanov drugih narodov. Od teh zapornikov je bilo skupaj ustreljenih 786 ljudi in 43.035 ljudi je umrlo zaradi različnih vzrokov. Večina smrtnih žrtev ni bila neposredni pomor, temveč so jih povzročili izbruhi griže in tuberkuloze. Smrti zaradi lakote so se pojavljale tudi v velikem obsegu, zlasti od konca leta 1946 do začetka leta 1947, vendar se zdi, da te smrti niso bile namerni poboji, ker je bilo na sovjetskem okupacijskem območju pomanjkanje hrane razširjeno. Zaporniki v "tihih taboriščih", kot so imenovali posebna taborišča NKVD, niso imeli dostopa do črnega trga, zato so lahko dobili le hrano, ki so jim jo predale oblasti. Nekatere zapornike so usmrtili, druge pa so morda mučili do smrti. V tem kontekstu je težko ugotoviti, ali je smrt zapornikov v taboriščih tišine mogoče opredeliti kot množične poboje. Prav tako je težko ugotoviti, koliko mrtvih je bilo Nemcev, Vzhodnih Nemcev ali pripadnikov drugih narodnosti.
Leta 1961 je vzhodna Nemčija po berlinski krizi dokončala gradnjo berlinskega zidu. Čeprav je bil prehod med Vzhodno Nemčijo in Zahodno Nemčijo motiviran in odobren popotnik, je na tisoče vzhodnih Nemcev poskušalo pobegniti z nezakonitim prečkanjem zidu. Od teh med leti obstoja zidu (1961-1989) so stražarji berlinskega zidu pobili med 136 in 227 ljudi.

### Socialistična republika Romunija
Po Valentinovih besedah je bilo v Romuniji od leta 1945 morda v okviru kmetijske kolektivizacije in politične represije ubitih med 60.000 in 300.000 ljudi.

### Socialistična federativna republika Jugoslavija
Socialistični režim Josipa Broza Tita je krvavo zatiral nasprotnike in po drugi svetovni vojni storil več pobojev civilistov in vojnih ujetnikov ter drugih zločinov. Še pred prihodom komunizma na oblast so Tito ter njegovi komunistični sodelavci Edvard Kardelj, Boris Kidrić in Mitja Ribičič med vojno vodili partizansko organizacijo, ki je zapirala in predvsem pobijala civiliste ter druge nasprotnike. V letih po razpadu SFR Jugoslavije je bilo v Sloveniji odkritih okrog 700 množičnih grobišč, kjer so bile pokopane žrtve pobojev. Od teh so zelo znani jama Barbara rov pri Laškem, pokol v Teznu pri Mariboru in pokol v Kočevskem Rogu. V jami Barbara rov so komunisti žrtve pobili z streljanjem (večinoma z streli v glavo), minskimi kladivi in krampi, nekatere pa so še žive vrgli v jaške jame in jih ubili z ročnimi granatami, drugi še živeči pa so pozneje v jami umrli zaradi izgube kisika potem, ko je bila jama zazidana z zidovi.
Evropska javna obravnava o zločinih, ki so jih zagrešili totalitarni režimi, poroča: "Odločitev o usmrtitvi nasprotnikov je morala biti sprejeta v ožjih krogih jugoslovanskega državnega vrha, ukaz pa je vsekakor izdal vrhovni poveljnik jugoslovanske vojske Josip Broz Tito", vendar ni znano, kdaj in v kakšni obliki.
Dominic McGoldrick je zapisal, da je Tito kot vodja zelo centralizirane in zatiralske diktature imel v Jugoslaviji ogromno moč, njegova diktatorska vladavina pa je potekala s pomočjo razvite birokracije, ki je rutinsko zatirala človekove pravice. Eliott Behar trdi, da je bila Titova Jugoslavija strogo nadzorovana policijska država, zunaj Sovjetske zveze pa je imela Jugoslavija več političnih zapornikov kot vsa preostala vzhodna Evropa skupaj po mnenju Davida Matesa. Titova tajna policija UDBA je nastala po vzoru sovjetskega KGB. Njegovi člani so bili vedno prisotni in pogosto so delovali zunajsodno, žrtve pa so bili intelektualci srednjega razreda, liberalci in demokrati. V najpogostejših primerih so žrtve ostale brez službe ter bile aretirane in zaprte največkrat v razna koncetatrijska taborišča s težkim delom, pogosto pa so bile tudi usmrčene. Titov režim je hladnokrvno ubil približno 500.000 ljudi, večinoma sodelavcev, protikomunistov, rivalskih gverilcev, ustašev in kritikov. Jugoslavija je bila podpisnica Mednarodnega pakta o državljanskih in političnih pravicah, vendar je nekaterim njegovim določbam namenila malo pozornosti.

### Severna Koreja
Po besedah Rummela so prisilno delo, usmrtitve in koncentracijska taborišča odgovorni za več kot milijon smrti v Demokratični ljudski republiki Koreji od leta 1948 do 1987. Drugi so ocenili, da je samo v koncentracijskih taboriščih v Severni Koreji umrlo 400.000 ljudi. Nekdanji sodnik mednarodnega kazenskega sodišča Thomas Buergenthal, ki je bil eden od poročil preiskovalne komisije o človekovih pravicah v Demokratični ljudski republiki Koreji in otrok, preživel iz Auschwitza, je za The Washington Post povedal: "Razmere v severno-korejskih zaporniških taboriščih so tako grozne, da so veliko hujša od tistih, ki sem jih videl in doživel v mladosti v nacističnih taboriščih in v svoji dolgi poklicni karieri na področju človekovih pravic." Pierre Rigoulot ocenjuje 100.000 usmrtitev, 1,5 milijona smrti zaradi mučenja v koncentracijskih taboriščih in suženjskega dela ter 500.000 smrti zaradi lakote.
Lakota, ki je terjala kar milijon življenj, je bila opisana kot posledica gospodarske politike severnokorejske vlade in namernega "strahu pred terorom". Leta 2010 je Steven Rosefielde izjavil, da 'Rdeči holokavst' še vedno obstaja v Severni Koreji, saj takratni voditelj Kim Džong-il ni hotel opustiti množičnega pobijanja. Adam Jones navaja trditev novinarja Jasperja Beckerja, da je bila lakota oblika množičnega pobijanja ali genocida zaradi političnih manipulacij. Ocene, ki temeljijo na popisu prebivalcev Severne Koreje leta 2008, kažejo na 240.000 do 420.000 presežnih smrti zaradi lakote v Severni Koreji v devetdesetih letih prejšnjega stoletja in demografski vpliv 600.000 do 850.000 manj ljudi v Severni Koreji leta 2008 zaradi slabih življenjskih razmer po lakoti. International Coalition to Stop Crimes Against Humanity in North Korea (ICNK) ocenjuje, da v taboriščih v Severni Koreji letno umre okrog 10.000 ljudi.

### Demokratična republika Vietnam
Valentino pripisuje 80.000–200.000 smrti množičnim komunističnim pobojem v severnem in južnem Vietnamu. 
Glede na štipendijo, ki temelji na vietnamskih in madžarskih arhivskih dokazih, je bilo med zemljiško reformo Severnega Vietnama od leta 1953 do 1956 usmrčenih kar 15.000 osumljenih najemodajalcev. Vodstvo Severnega Vietnama je vnaprej načrtovalo usmrtitev 0,1%  Prebivalstvo Severnega Vietnama (ocenjeno na 13,5 milijona leta 1955) kot "reakcionarni ali zlobni lastniki", čeprav se lahko to razmerje v praksi razlikuje. Med kampanjo zemljiške reforme so bile storjene dramatične napake. Vu Tuong navaja, da je bilo število usmrtitev med zemljiško reformo Severnega Vietnama sorazmerno primerljivo z usmrtitvami med kitajsko zemljiško reformo od leta 1949 do 1952.

### Kuba
Po mnenju Jaya Ulfelderja in Benjamina Valentina v raziskavi o ocenjevanju tveganj množičnega poboja, ki ga sponzorira država, kjer je množično ubijanje opredeljeno kot dejanja državnih agentov, ki povzročijo namerno smrt najmanj 1000 neborcev iz diskretne skupine v obdobju trajnega nasilja, je kubanska vlada Fidela Castra ubila med 5.000 in 8.335 neborcev v okviru kampanje politične represije med letoma 1959 in 1970. Na Kubi so politične nasprotnike pobijali v skladu z doktorino Che Guevare. Dokumenti potrjujejo, da je Che Guevara med letoma 1957 in 1959 lastnoročno usmrtil več kot 200 ljudi.

### Demokratična republika Afganistan
Po mnenju Franka Waymana in Atsushija Taga, čeprav Demokratična republika Afganistan pogosto velja za primer komunističnega genocida, predstavlja mejni primer. Ljudska demokratična stranka Afganistana je pred sovjetsko-afganistansko vojno usmrtila med 10.000 in 27.000 ljudi, večinoma v zaporu Pul-e-Charkhi. Množične grobnice usmrčenih zapornikov so bile izkopane že v času Sovjetske zveze.
Po invaziji leta 1979 so Sovjeti postavili lutkovno vlado Babraka Karmala. Do leta 1987 približno 80% ozemlja države ni bilo pod stalnim nadzorom niti prokomunistične vlade in podpornih sovjetskih čet niti oborožene opozicije. Za uravnavanje ravnotežja je Sovjetska zveza uporabila taktiko, ki je bila kombinacija politike požgane zemlje in selitvenega genocida. S sistematičnim sežigom pridelkov in uničevanjem vasi v uporniških provincah ter z represivno bombardiranjem celotnih vasi, za katere se domneva, da skrivajo ali podpirajo upor, so Sovjeti poskušali prisiliti lokalno prebivalstvo, da se premakne na ozemlje, ki ga nadzoruje Sovjetska zveza, s čimer so oboroženo opozicijo prikrajšali za podporo. Valentino pripisuje med 950.000 in 1.280.000 civilnimi smrtmi sovjetski invaziji in okupaciji države med letoma 1978 in 1989, predvsem kot množično ubijanje protigerilskih sil. Do začetka devetdesetih let je približno tretjina afganistanskega prebivalstva pobegnila iz države. M. Hassan Kakar je dejal, da so "Afganistanci med zadnjimi žrtvami genocida s strani velesile."

### Ljudska demokratična republika Etiopija
Amnesty International ocenjuje, da je med etiopskim rdečim komunističnim terorjem v letih 1977 in 1978 umrlo pol milijona ljudi. Med terorjem so skupine ljudi preganjali v cerkve, ki so jih nato požgali, vojaki pa so ženske sistematično posilili. Sklad Save the Children poroča, da med žrtvami Rdečega terorja niso bili odrasli, ampak 1000 ali več otrok, večinoma starih med enajst in trinajst let, katerih trupla so pustili na ulicah Adis Abebe. Etiopski diktator Mengistu Hajle Marjam naj bi sam ubijal politične nasprotnike z golimi rokami.

## Zapuščina, spomeniki in muzeji
Po številu in ocenah smrtnih žrtev komunizma je brez dvoma mogoče določiti, da je komunizem ubil veliko več ljudi v primerjavi z nacizmom in fašizmom. Grozodejstva komunistov so bila bistveno bolj večja in bolj nečloveška kot grozodejstva nacistov in fašistov (nacisti in fašisti so bili učenci komunistov). Spomeniki žrtvam komunizma obstajajo v skoraj vseh prestolnicah vzhodne Evrope, obstaja pa tudi več muzejev, ki dokumentirajo zločine, ki so se zgodili v času komunistične vladavine, na primer Muzej okupacij in borb za svobodo v Litvi, Muzej okupacije Latvije leta Riga in Hiša terorja v Budimpešti, vsi ti muzeji prav tako dokumentirajo zločine, ki so se zgodili v času tako komunistične kot nacistične in fašistične vladavine. Številni učenjaki, med njimi Kristen Ghodsee in Laure Neumayer, trdijo, da si ta prizadevanja prizadevajo institucionalizirati žrtve komunizma kot teorijo dvojnega genocida ali moralno enakovrednost med nacističnim holokavstom (rasni umor) in tistimi, ki so jih ubile komunistične države (razredni umor) in da so dela, kot je Črna knjiga komunizma, igrala pomembno vlogo pri kriminalizaciji komunizma v evropskem političnem prostoru v času po hladni vojni. Zoltan Dujisin piše, da "evropeizacija antitotalitarnega" kolektivnega spomina "na komunizem razkriva nastanek polja antikomunizma", pripoved pa predlagajo "podjetniki protikomunističnega spomina".
V ZDA, Južni Koreji, na Japonskem, v Angliji, v Franciji in drugih demokratičnih državah komunizem velja za veliko zlo. V Washingtonu D.C. je bil postavljen bronasti kip po vzoru skulpture boginje demokracije, ki je nastala med protesti na Trgu Tiananmen leta 1989, leta 2007 pa je bil posvečen kot spomenik žrtvam komunizma, potem ko ga je leta 1993 odobril kongres. Spominska fundacija žrtev komunizma namerava v Washingtonu zgraditi Mednarodni muzej o komunizmu. Leta 2002 so v Pragi odkrili spomenik žrtvam komunizma. Na Madžarskem so leta 2006 ob 50. obletnici madžarske revolucije postavili spomenik Gloria Victis v čast 100 milijonom žrtev komunizma. Od leta 2008 je Rusija postavila 627 spomenikov in spominskih plošč, posvečenih žrtvam komunističnega terorja, večino so ustvarili zasebniki, vendar ni imela niti nacionalnega spomenika niti nacionalnega muzeja. Zid žalosti v Moskvi, odprt oktobra 2017, je prvi ruski spomenik žrtvam političnega preganjanja Josifa Stalina v času komunizma in Sovjetske zveze v državi. Leta 2017 je Kanadska nacionalna komisija za kapital odobrila zasnovo Spomenika žrtvam komunizma - Kanada, dežela zatočišča, ki bo zgrajena na Vrtu provinc in ozemelj v Ottawi. Predsednica Kersti Kaljulaid je 23. avgusta 2018 v Talinu slovesno odprla spominsko obeležje Estonije žrtev komunizma v letih 1940 — 1991. Gradnjo spomenika je financirala država, spomenik pa trenutno upravlja estonski inštitut za zgodovinski spomin. Datum otvoritvene slovesnosti je bil izbran, ker je sovpadal z uradnim evropskim dnevom spomina na žrtve totaliniranih režimov, vključno s komunzimom.